# Jemielno
Jemielno (deutsch: Gimmel) ist ein Ort in der Landgemeinde Jemielno im Powiat Górowski der Woiwodschaft Niederschlesien in Polen.

## Sehenswürdigkeiten

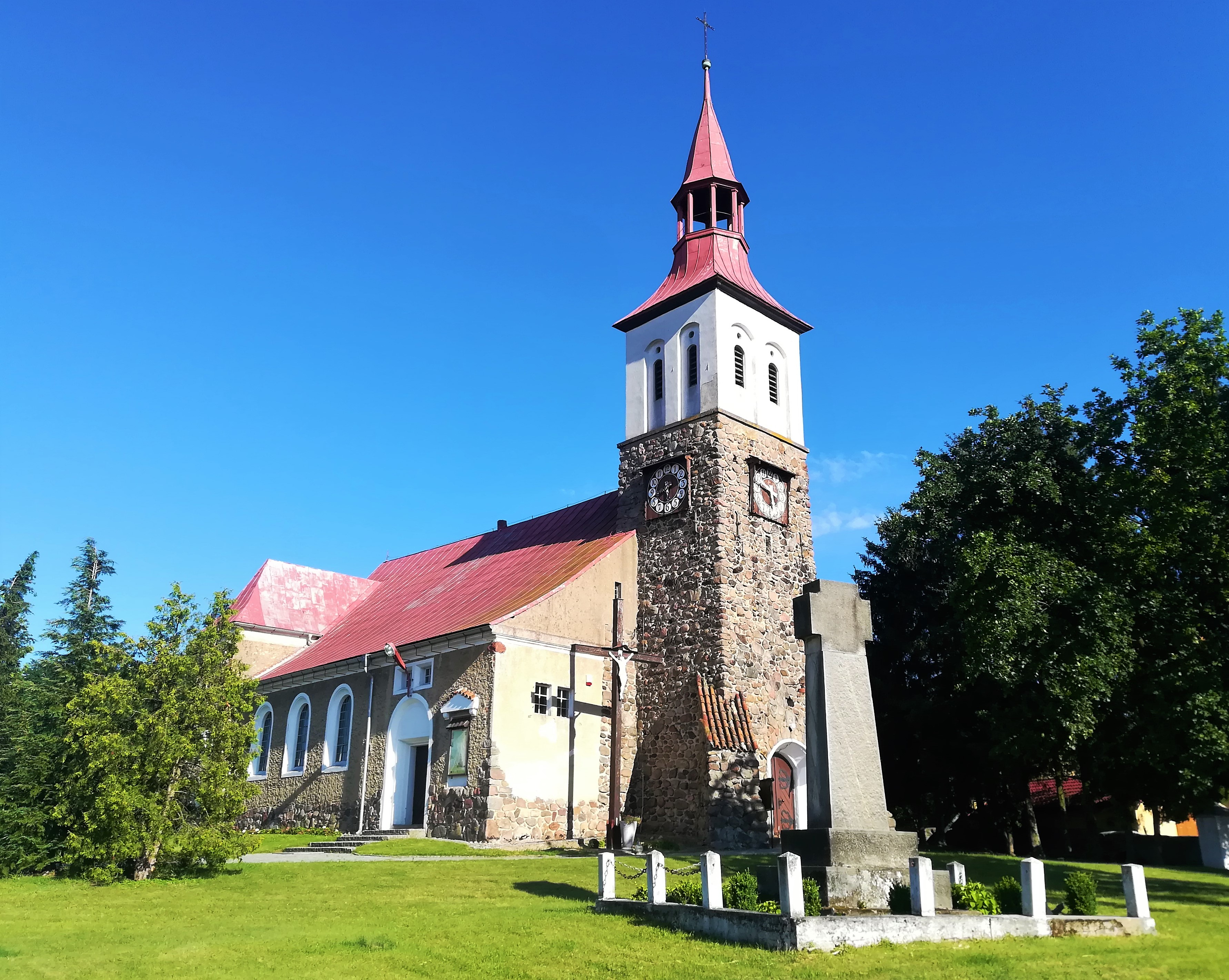
Die Pfarrkirche Christkönig und hl. Katharina

Die unter Denkmalschutz stehende Pfarrkirche Christkönig und hl. Katharina (Kościół par. pw. Chrystusa Króla i św. Katarzyny) ist ein ehemals von evangelischen Christen genutztes Gebäude. Der ursprüngliche Bau stammt aus dem Mittelalter und wurde mit Feldstein errichtet. Sakristei und Umbau sind ein Fachwerkbau. Im Inneren befinden sich ein manieristischer Hauptaltar und Kanzel, ein Taufstein mit Wappen und zwei Grabplatten mit Ganzfiguren.

## Persönlichkeiten
- Robert von Bonin (1805–1852), preußischer Offizier und Militärhistoriker
- Wilhelm Eduard Scholz (* um 1807/1808 – 1866), deutscher Komponist und Kapellmeister
- Fritz Karsunke (* 1910), deutscher Politiker (DBD)